# Джеймс Безан
Джеймс Безан (англ. James Bezan; нар. 19 травня 1965, Расселл, Манітоба) — канадський політик-консерватор українського походження. З 2004 р. він є членом Палати громад, з 2015 р. він також є тіньовим міністром оборони Канади.

## Особисте життя
Джеймс Безан відвідував Олдс Коледж у Альберті, де він отримав ступіть магістра у сфері сільського господарства і тваринництва. Безан працював у сфері тваринництва впродовж 1980—1990 років, і заснував свою компанію у 1996 р. Він обіймав посаду директора Асоціації Виробників Великої Рогатої Худоби Манітоби, і також посідав місце в раді директорів багатьох компаній, що спеціалізувалися на виробництві їжі.

## Політична кар'єра
Вперше обрався до нижньої палати канадського парламенту у 2004 р, набравши 47 % голосів виборців у рідному окрузі в Манітобі. Також був переобраний у 2006, 2008 та 2011 р.. З кожними новими виборами його підтримка серед виборців зростала і сягнула рекордних для Канади 62.5 % на виборах до нижньої палати парламенту у 2011.
Активно працював в сфері законотворення та лобіювання прав агро-виробників, а також у 2013 р. був призначений прем'єр-міністром Канади Стівеном Гарпером парламентським секретарем у міністерстві оборони Канади.
За активну підтримку санкцій проти Росії у зв'язку із агресією та анексією Криму Росією, став одним із 13 канадійців, яким Володимир Путін забороний в'їзд у Росію.